# Maciej Polejowski

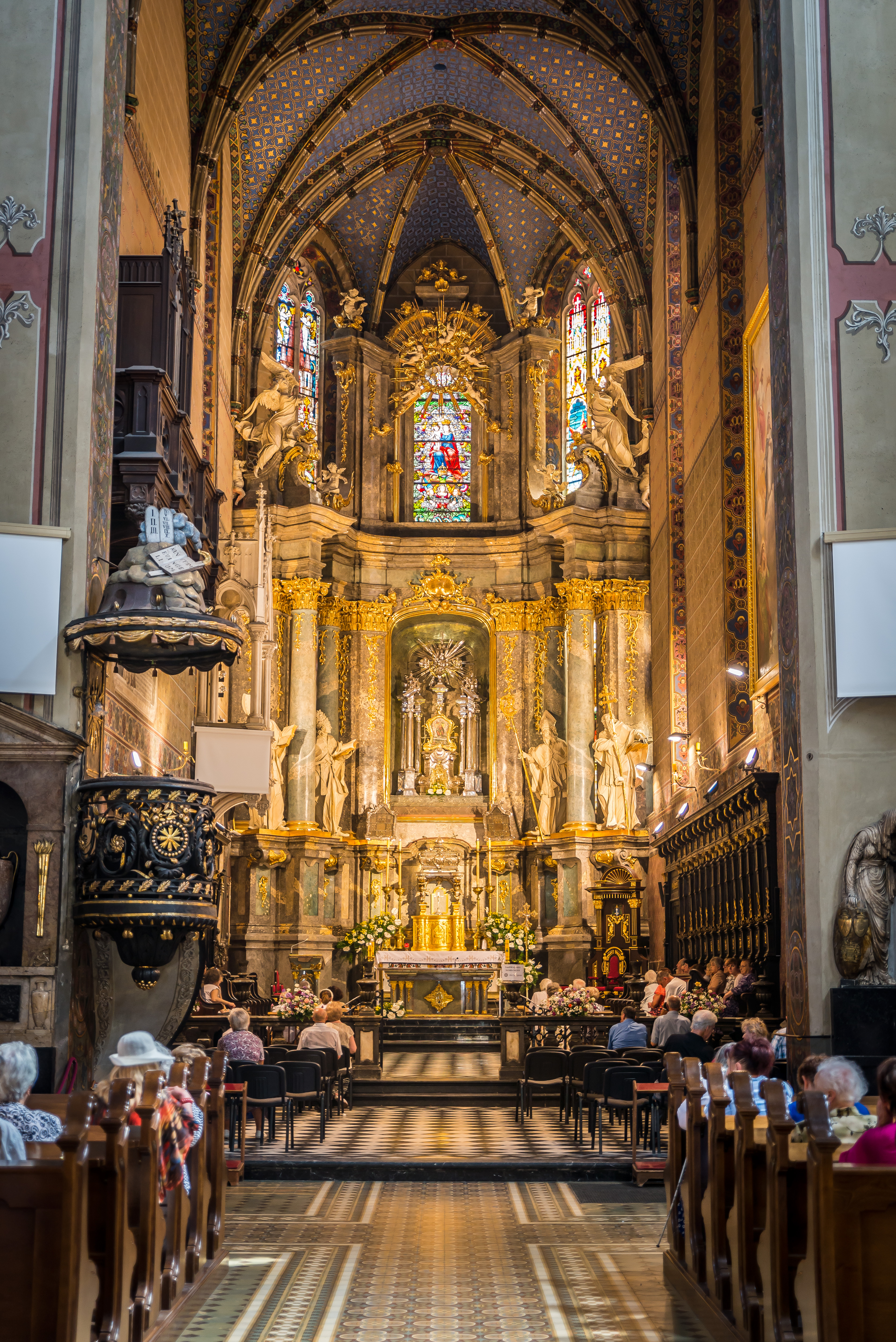
Hauptaltar der Kathedrale Mariä Himmelfahrt in Lwiw, 1765/70

Maciej Polejowski (ukrainisch Матфій Полейовський Matfij Polejowskyj; * nach 1734; † nach 1794) war ein Bildhauer des Rokoko in Lemberg (Lwiw).

## Leben

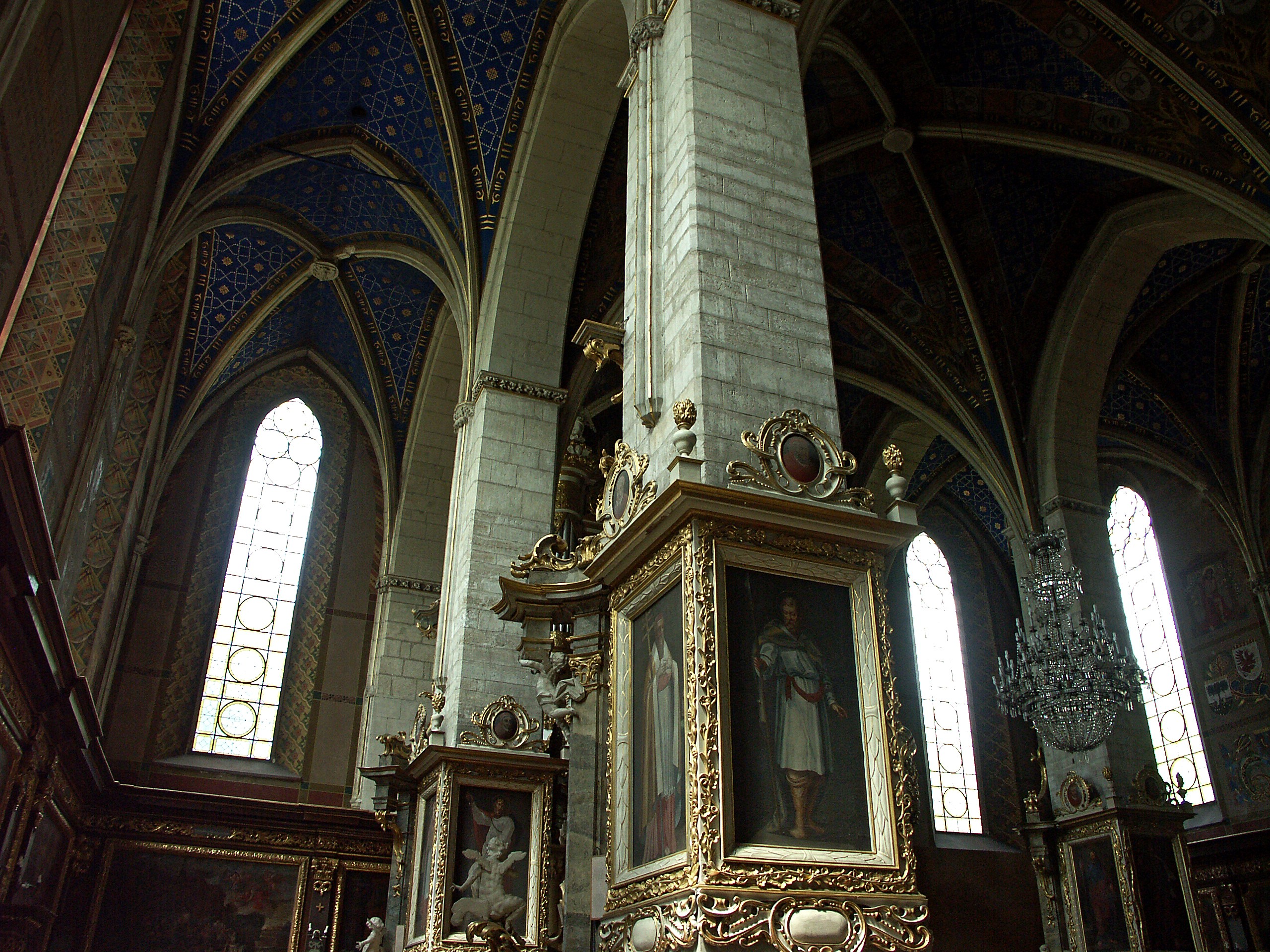
Altarbilder, Kathedrale Sandomierz

Maciej Polejowski stammte aus einer Lemberger Familie, die wahrscheinlich ukrainischer Herkunft war. Der Vater hieß Jan, die Mutter Katarzyna. Maciej Polejowski wurde 1764 erstmals in Lemberg genannt und erschien danach öfter in den erhaltenen Akten der Stadt. Seit 1769 sind auch Arbeiten von ihm in anderen Orten bekannt.
Maciej Polejowski war zweimal verheiratet und hatte mehrere Kinder.

## Werk (Auswahl)

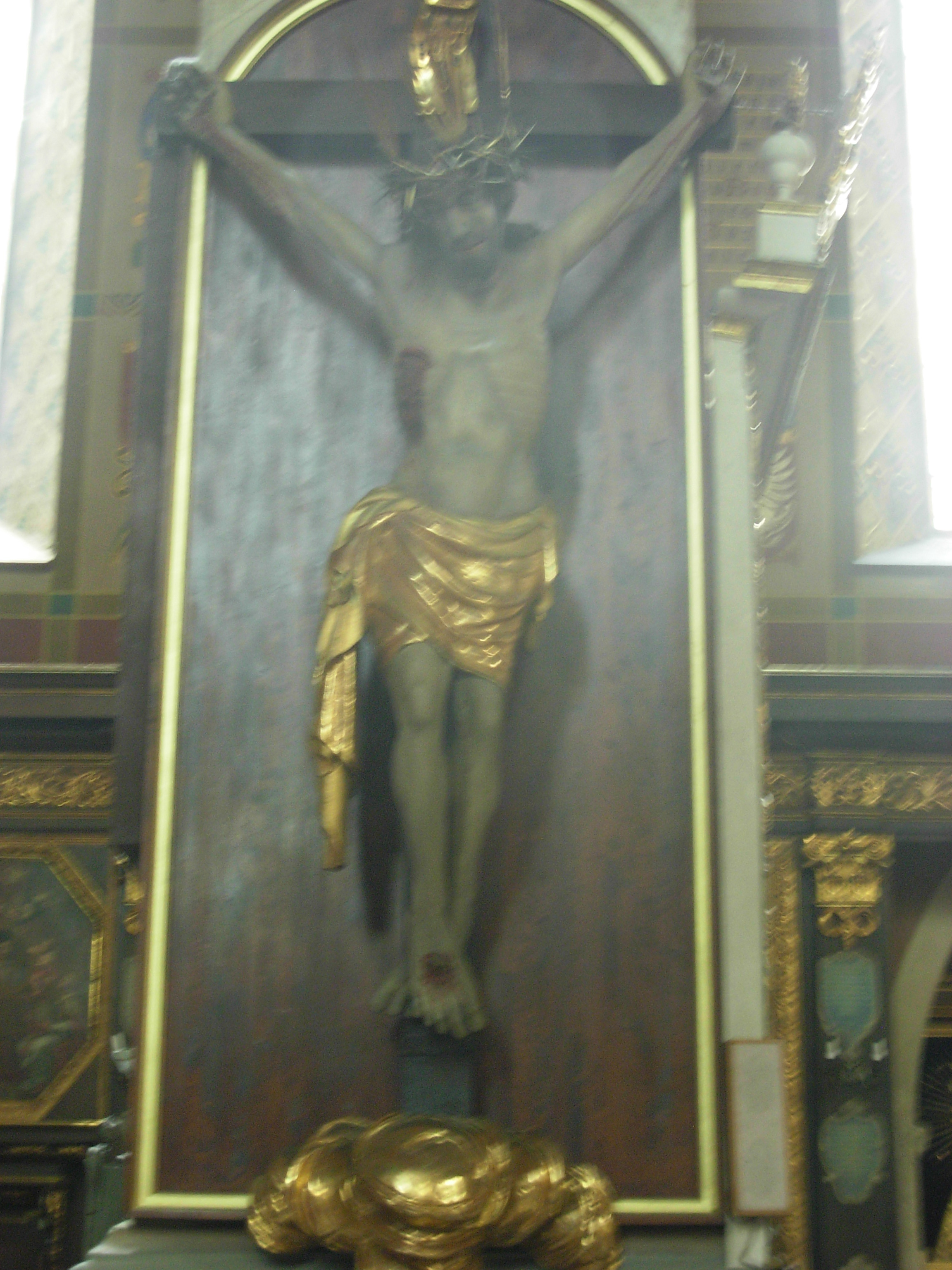
Kruzifix, Kathedrale Sandomierz

Maciej Polejowski schuf Holzschnitzereien und Steinskulpturen, vor allem für Kirchen im Lemberger und dem Sandomirer Land. Sein Stil ist von den Bildhauern Johann Georg Pinsel und Antoni Osiński beeinflusst, er arbeitete auch mit dem Architekten Bernhard Meretyn zusammen. Maciej Polejowski gilt als einer der bedeutenden Bilderhauer des Rokoko in Polen-Litauen.
Erhalten sind sicher nachweisbare Arbeiten von ihm in den Kathedralen in Lwiw und Sandomierz, außerdem weitere zugeschriebene Werke in der westlichen Ukraine und Kleinpolen.
- Kathedrale Mariä Himmelfahrt Lwiw, 1765–1770, Hauptaltar, Holzschnitzereien und Steinskulpturen, nach Plänen von Piotr Polejowski[2]
- Kathedrale Sandomierz, Holzschnitzereien an Altarbildern an den Innenpfeilern, Schnitzereien in der Kollegiatkapelle